# モルス・プリンシピアム・エスト
モルス・プリンシピアム・エスト（Mors Principium Est）は、フィンランドのメロディック・デスメタルバンドである。バンドの中心メンバーであったヨリ・ハウキオが脱退した2006年から2015年にかけてはギタリストの入れ替えが激しかった。更に2016年以降は他パートのメンバーも脱退し、代わるメンバーの加入が無い状態が続いた結果、2021年6月初めに、遂に正式メンバーが1名の状態となったが、同月末には通常のバンド体制に戻った。しかしながら、2022年4月時点でライヴセッションメンバーとして3名が正式にクレジットされ、スタジオ体制とライヴ体制で半数以上のメンバーが異なることを前提とする変則的な形態で活動を継続している。
バンド名は、ラテン語で「Death is just the beginning.（死は始まりに過ぎない。）」の意味。

## 略歴
1999年にヨリ・ハウキオ（G,Vo）、ヤルコ・コッコ（G）、トニ・ニュメリン（Key）を中心に結成。その後、ミッコ・シポラ（Ds）が加入。ベーシストが不在であったが、活動を本格化する。2000年に、それまでボーカリストを兼任していたヨリ・ハウキオがギター専念のため、ボーカリストとしてヴィレ・ヴィルヤネン（Vo）が加入。翌2001年に2年間不在だったベーシストとしてテーム・ヘイノラ（B）が加入。また同年に、一度ヤルコ・コッコがバンドを解雇されたが、結局同年中に元の鞘に納まった。
2002年にリスナブル・レコードとアルバム3枚分の契約を結ぶ。2003年に1stアルバム『Inhumanity』をリリースしデビュー。1stアルバムリリース後、トニ・ニュメリンが脱退しヨーナ・クッコラ（Key）が加入した。2005年に2ndアルバム『The Unborn』をリリースした。
2006年に3rdアルバム『Liberation = Termination』をレコーディング。レコーディング後、バンドの中心メンバーで、それまで楽曲のほとんどを作曲していたヨリ・ハウキオが脱退する。脱退の原因は、ヨリがバンドをビジネスとすることにストレスを感じるようになったためで、リスナブル・レコードとの契約が満了したことを区切りに脱退した。後任として、カッリ・クイスマ（Rhythm G）が加入した。2007年に3rdアルバム『Liberation = Termination』をリリースした。リリース時点で既にヨリ・ハウキオは脱退していたが、クレジットにはヨリ・ハウキオの名前は記載された。またこのアルバムにミッコ・シポラは参加しておらず、全てのドラムパートは、マルコ・トンミラによって演奏されている。

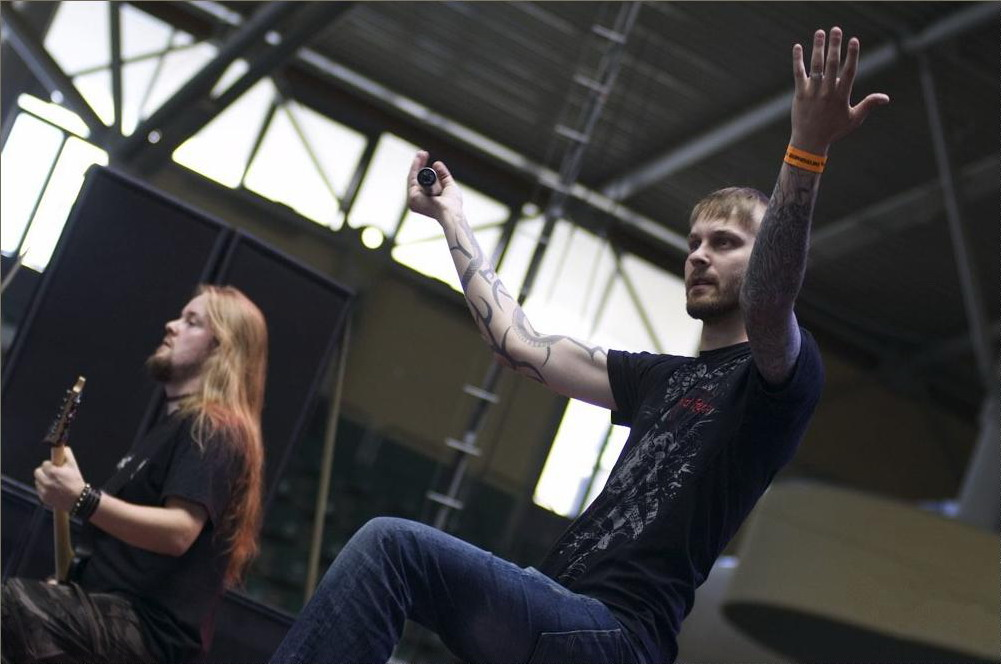
2007年のライヴ（Earthshaker Fest）

2007年4月に、バンド活動への熱意が無くなったとしてヨーナ・クッコラが脱退した。また、ヘイトフォームのギタリスト、トミー・ライスト（G）が加入した。これらに併せて、今後はキーボードなしで活動していくこと、ヤルコ・コッコは、今後ライブには出演せず、スタジオのみで活動すると発表された。
2008年8月に、カッリ・クイスマが脱退し、トミー・ライストと共にヘイトフォームで活動しているトム・ガルディネル（G）が加入した。のちにヴィレ・ヴィルヤネンは、カッリはフルタイムメンバーの形式をとっていたが、ほとんどセッションメンバーに近い状態だったと語っている。翌2009年3月にトムが僅か7ヶ月で脱退し、後任としてカッレ・アールトネン（G）が加入した。同年中にはオリジナルメンバーの一人で、2007年からはスタジオのみ参加となっていたヤルコ・コッコも脱退した。ヤルコ・コッコの脱退で、結成に参加したメンバーは全員脱退してしまった。後にヴィレ・ヴィルヤネンは、ヤルコがスタジオ参加のみと発表されて以降、ヤルコがバンド活動に携わったことはなく、ほとんど解雇の形で脱退してもらったと語っている。
2011年3月に、トミー・ライスト及びカッレ・アールトネンの2名が脱退。2名の脱退は、両人にそれぞれメインのバンドがあり、そちらでの活動に専念するためであった。バンドはギタリストをインターネットで募集。約200人ほどの応募があり、4月末にイギリス人ギタリスト、アンディ・ギリオン（G）が、9月末にはニュージーランド人ギタリスト、アンドヒ・チャンドラー（G）が加入した。
2012年4月末、ドイツのAFMレコードと契約したことが発表された。同年12月、5年ぶりに4thアルバム『...and Death said live』をリリース。2013年、アメリカのオリジンがヘッドライナーの『Extreme Death Feast Vol.1』で初来日。
2014年元日、5月より5thアルバムのレコーディングに入ることが発表された。また、1月中ごろアンドヒ・チャンドラーの脱退が発表された。脱退の理由は、アンドヒが個人的な事情でニュージーランドに帰国しなければならなくなったためであるとのこと。この発表に合わせて、フランス人ギタリスト、ケヴァン・ヴァーレイ（G）の加入が発表された。ケヴァン・ヴァーレイは、既に2013年の日本ツアーやヨーロッパツアーで、アンドヒ・チャンドラーの代わりにセッションとして参加していた。同年12月、5thアルバム『Dawn of the 5th Era』をリリース。ヘッドライナーとして来日公演を行う。
2015年8月には6thアルバムの制作に入ることが発表されたが、12月には前年に加入したギタリスト、ケヴァン・ヴァーレイの脱退が発表された。脱退の原因は、フランス在住のケヴァンが、フィンランドを拠点に活動しているバンドに継続的に参加することが難しかったためである。脱退発表の時点で後任はまだ決まっておらず、まずは6thアルバム制作に注力するとバンド側は発表していた。
2017年2月、6thアルバム『Embers of a Dying World』をリリース。またリリースと同じ月に、ドラマーのミッコ・シポラの脱退が発表された。脱退が近い時期には、ミッコはツアーに参加しないようになっており、代わりにイーロ・アイットコスキがライヴセッションを務めていた。ミッコ自身も脱退の発表の中で、ツアーに参加することが出来ないことに加えて、自身の衰えを感じ始めたことや他のメンバーの重荷になりたくないという思いから脱退を決意したと語っている。ただし、完全にバンドを離れるわけではなく、これからもバンドのサポートを行っていくとも述べている。ライヴには、引き続きイーロ・アイットコスキがセッションとして参加する。6月には、アンディ・ギリオンがライヴに参加できないため、セッションメンバーとして、トニ・"ヒッピー"・ティエアホが参加することが発表された。このライヴ不参加は、オーストラリアに居住しているギリオンがフィンランドへと渡航するための費用面が問題となったためであった。その後も、ギタリストやドラマーの正式加入はなく、セッションメンバーを起用して活動を継続していた。この時期以降、スタジオ体制とライヴ体制で大きくメンバーが異なる状態が常態化することになった。
その後も、ギリオンはライヴに参加せず、2020年1月には、次のアルバムがリリースされるまで、アンディ・ギリオンがライヴに参加することが不可能であると発表され、代わって元メンバーのヤルコ・コッコがセッションギタリストとしてライヴに参加することが発表された。また同年6月末には、7thアルバム『Seven』をリリース予定であることが公表された。正式メンバー不在のドラマーには、3rdアルバムでもドラムスを演奏したマルコ・トンミラが参加した。また、公式な発表は無かったが、同年8月時点でベーシストのテーム・ヘイノラが正式メンバーから外れている。この脱退は、ヘイノラが本業としている塗装会社の事業で多忙となったためであった。そのため、アンディ・ギリオンがベースも兼任することになった。同年10月下旬、7thアルバム『Seven』をリリース。
2021年6月、ギタリストのアンディ・ギリオンが脱退。この脱退は非友好的なものであり、メディアによってはギリオンが解雇されたと表現しているものもある。そして、ギリオンとバンドに残るヴィルヤネンとの主張は対立している。ギリオンの声明では、7thアルバム『Seven』のリリース約3か月前の2020年8月3日に、ヴィルヤネンに「君はもうMPEのメンバーじゃない」と告げられたという。また、バンド（ヴィルヤネン）から所属レーベルであるAFMレコードに対して、勝手に『Seven』がギリオンの参加する最後の作品で、ギリオンはバンドを脱退すると通告され、更にこの『Seven』の契約について、ギリオンが契約から締め出され、印税の支払対象者から外されていたとも述べている。ギリオンによれば、このアルバムの楽曲作成には3年間を費やしたにもかかわらず、元々歌詞制作を担当していたヴィルヤネンは歌詞の作成をほとんど行っておらず、アルバム録音直前になってギリオンが約7割の作詞を急ピッチで行い、ストレス性蕁麻疹を発症して、入院することにもなったという。この他にもバンドのSpotifyアカウントへのアクセス権を剥奪され、ヴィルヤネンからその理由を、バンド（モルス・プリンシピアム・エスト）はヴィルヤネンのものであり、自身（ギリオン）はそのバンドに参加していただけであるという旨の回答を受けたという。ギリオンの主張では、この他にもバンド活動からの締め出しを受けていたとのことで、アルバムの印税に関しては裁判を行ったことを示唆している。なおギリオンによれば、モルス・プリンシピアム・エストの活動に然したる影響を与えなかったソロアルバム『Neverafter』のリリース後から、バンド内の緊張が高まっていったとのことである。ただし、ギリオンはバンドの所属するAFMレコードやバンドに関係する人物は、バンドの内情を感知しておらず、上述のトラブルへの関りは無かったとも述べている。これに対して、バンドの公式Facebookに投稿されたヴィルヤネンの声明では、そもそも『Seven』がギリオンの参加する最後の作品になることは、ギリオン自身が言い出したことであると述べている。この他にも、ライヴショーやツアーについて、報酬の面でギリオンが難色を示しており、ギリオンの方が、バンド活動を行う気がない状態になっていたと主張している。そのため、ギリオンをバンドにとどめておく理由が無く、バンドの今後についてAFMレコードとの何回かの打ち合わせの中で、ギリオンの脱退についてレーベル側に通告しなければならなかったと述べている。また、ギリオンの主張するアルバムの契約について、ヴィルヤネン自身は契約書の作成を行ったことは無いとしており、加えてギリオンにはギリオンが署名した契約に基づき印税が支払われていると主張している。この他にもヴィルヤネンはギリオンの主張を否定している。またヴィルヤネンは声明の中で、ヴィルヤネンにはギリオンの興味の中心は常にアンディ・ギリオン自身であると感じていたと述べている。ただしギリオンが参加した時点で、バンドは既に自身の物であったとし、自身がギリオンを選んだと認識していることは認めている。
同年6月末、元メンバーのヨリ・ハウキオ (G)、ヤルコ・コッコ (G)、テーム・ヘイノラ (B)の再加入と3rdアルバムと7thアルバムにゲスト参加していたマルコ・トンミラ (Ds)の加入を発表し、通常のバンド体制に戻った。ハウキオは15年ぶり、コッコは12年ぶりのバンド復帰となる。翌2022年4月に、新体制となって初のアルバムとして、初期アルバムの楽曲のセルフカバーアルバム『Liberate the Unborn Inhumanity』をリリースした。なお、本アルバムにはライヴセッションメンバーとして、ラウリ・ウンキラ (Rhythm G)、イーロ・アイットコスキ (Ds)、ヨニ・スオデンヤルヴィ (B)がクレジットされており、今後も正式メンバー（スタジオ体制）とライヴ体制が異なる体制で活動を継続することが示唆されている。

## メンバー

### メンバー
- ヴィレ・ヴィルヤネン (Ville Viljanen) - ボーカル（2000年 - ）
- ヨリ・ハウキオ (Jori Haukio) - ギター、プログラミング（1999年 - 2006年、2021年 - ）

3rdアルバム『Liberation = Termination』まで、バンドのメインコンポーザーだった。2021年6月に復帰したが、リズムギタリストのラウリ・ウンキラがライヴセッションメンバーとして引き続きクレジットされており、スタジオのみの参加となることが示唆されている。
ヴィレ・ヴィルヤネンが加入する2000年までは、ボーカルを兼任していた。
デプレスド・モードに、2006年から2009年までチェリストとして加入していた。他の複数のヘヴィメタルバンドの音源にもチェリストとしてゲスト参加している。
- ヤルコ・コッコ (Jarkko Kokko) - ギター（1999年 - 2001年、2001年 - 2009年、2021年 - ）

2007年以降、ライブには参加しなかった。脱退後、2020年よりライヴセッションメンバーとしてバンドに関わったが、2021年に正式に再加入した。
- テーム・ヘイノラ (Teemu Heinola) - ベース（2001年 - 2020年、2021年 - ）

デプレスド・モードではギタリストとして活動していた。2020年に本業の塗装会社事業の多忙を理由に脱退したが、翌2021年6月に復帰した。しかし、ベーシストのヨニ・スオデンヤルヴィがライヴセッションメンバーとして引き続きクレジットされており、スタジオのみの参加となることが示唆されている。
脱退前後に制作された7thアルバム『Seven』では、ボーカルとドラムスについてレコーディング・エンジニアを務めた。
- マルコ・トンミラ (Marko Tommila) - ドラムス（2021年 - ）

3rdアルバム、7thアルバムではセッションメンバーとして作品に参加していた。2021年6月に正式に加入したが、ドラマーのイーロ・アイットコスキがライヴセッションメンバーとして引き続きクレジットされており、スタジオのみの参加となることが示唆されている。

### 旧メンバー
- カッリ・クイスマ (Karri Kuisma) - リズムギター（2006年 - 2008年）
- トミー・ライスト (Tomy Laisto) - ギター（2007年 - 2011年）

ヘイトフォームでも活動中。
- トム・ガルディネル (Tom Gardiner) - ギター（2008年 - 2009年）

ソリューション .45、ヘイトフォーム、エッセンス・オヴ・ソロウでも活動中。
- カッレ・アールトネン (Kalle Aaltonen) - ギター（2009年 - 2011年）
- アンドルー・"アンディ"・ギリオン (Andrew "Andy" Gillion) - リードギター、ベース、プログラミング（2011年 - 2021年）

イギリス出身。加入後から脱退までにリリースされた4thアルバムから7thアルバムまで、1曲を除いてすべての作曲を担当しており、バンドのメインコンポーザーになっていた。
2020年のテーム・ヘイノラ脱退後から、ベースも兼任することになった。
- アンドルー・"アンドヒ"・チャンドラー (Andrew "Andhe" Chandler) - ギター（2011年 - 2014年）

ニュージーランド出身。
- ケヴァン・ヴァーレイ (Kevin Verlay) - ギター（2014年 - 2015年）

フランス出身。2013年の日本ツアー、ヨーロッパツアーにセッション参加していた。
- トニ・ニュメリン (Toni Nummelin) - キーボード（1999年 - 2003年）
- ヨーナ・クッコラ (Joona Kukkola) - キーボード（2003年 - 2007年）
- ミッコ・シポラ (Mikko Sipola) - ドラムス（1999年 - 2017年）

3rdアルバム『Liberation = Termination』には不参加。

### セッションメンバー
- マルコ・トンミラ (Marko Tommila) - ドラムス

3rdアルバム『Liberation = Termination』、7thアルバム『Seven』の全てのドラムパートを担当。2021年6月に正式メンバーとして加入した。
- ケヴァン・ヴァーレイ (Kevin Verlay) - ギター

2013年の日本ツアー、ヨーロッパツアーに参加。後に正式メンバーとして加入。
- イーロ・アイットコスキ (Iiro Aittokoski) - ドラムス

2016年よりライヴセッションとして参加。
- トニ・"ヒッピー"・ティエアホ (Toni "hippie" Tieaho) - ギター

2017年のヌンミロックとサマー・ブリーズ・フェスティヴァルにアンディ・ギリオンの代役として参加。
- トミー・ライスト (Tomy Laisto) - ギター

元メンバー。
- ラウリ・ウンキラ (Lauri Unkila) - リズムギター

2018年よりライヴセッションとして参加。
- ヨニ・スオデンヤルヴィ (Joni Suodenjärvi) - ベース

テーム・ヘイノラがライヴ不参加時にセッションとして参加。ヘイノラの脱退から再加入後もライヴセッションとして参加する。
- ヤルコ・コッコ (Jarkko Kokko) - ギター

元メンバー。2020年にアンディ・ギリオンの代わりにライヴに参加することになったが、2021年6月末に正式メンバーとして復帰した。

## ディスコグラフィ

### アルバム
- インヒューマニティー (Inhumanity) （2003年）
- ジ・アンボーン (The Unborn) （2005年）
- リベレイション＝ターミネイション (Liberation = Termination) （2007年）
- アンド・デス・セッド・リヴ (...and Death said live)（2012年）
- ドーン・オヴ・ザ・フィフス・エラ (Dawn of the 5th Era) （2014年）
- エンバーズ・オヴ・ア・ダイイング・ワールド (Embers of a Dying World)（2017年）
- セヴン (Seven)（2020年）
- リベレイト・ジ・アンボーン・インヒューマニティー (Liberate the Unborn Inhumanity) (2022年)

### デモテープ
- Before Birth (2000年)
- Valley of Sacrifice (2001年)
- Third Arrival (2002年)